# Paul Grohmann
Paul Grohmann (Bécs, 1838. június 12. – Bécs, 1908. július 29.) osztrák hegymászó, a Keleti-Alpok kutatója, az Osztrák Alpesi Egyesület (Österreichischer Alpenverein) egyik alapítója.

## Tevékenysége
Igen tehetős családban született. Ifjúkorától kezdve gyakorolta a hegymászást az osztrák Alpokban. Felfedező utakat tett, nehezen megközelíthető hegycsúcsokra keresett új hegymászó utakat. Számos technikailag nehéz mászóutat tárt fel és írt le cikkeiben, publikációiban. Az osztrák gazdasági fellendülés („Gründerzeit”) egyik legsikeresebb alpinistája volt. Az 1850-es, 1860-as években bejárta és feltérképezte a Keleti-Alpok több fontos hegycsoportját, a nehezen járható hegymászó utakat tárt fel, és több hegycsúcsot elsőként sikerült megmásznia a Dolomitokban, a Karni-Alpokban és a Ziller-völgyi Alpokban (Zillertaler Alpen). A Dolomitok legmagasabb csúcsai közül négyet ő hódított meg.
1862. november 19-én több társával, Friedrich Simonyval, Anton von Ruthnerrel, Guido von Sommaruga-val és Edmund von Mojsisovics-csal közösen megalapította az Osztrák Alpesi Egyesületet (Oesterreichischer Alpenverein, röviden OeAV). Ez volt a világon a második hegymászó egyesület, az 1857-ben alapított brit Alpesi Klub (Alpine Club) után. 1873-ban a német (DAV) és osztrák alpesi egyesület (OeAV) közös közgyűlésen kimondta a két szervezet egyesülését, megszületett a Német és Osztrák Alpesi Egyesület (DOeAV vagy D.u.OeAV), amely az 1938-as Anschluss-ig állt fenn. A második világháború vége óta ismét két külön nemzeti szervezet létezik. A ma is működő, innsbrucki székhelyű osztrák egyesület német nyelvű nevének mai írásmódja (2014 óta) (Österreichischer Alpenverein, röviden ÖAV).

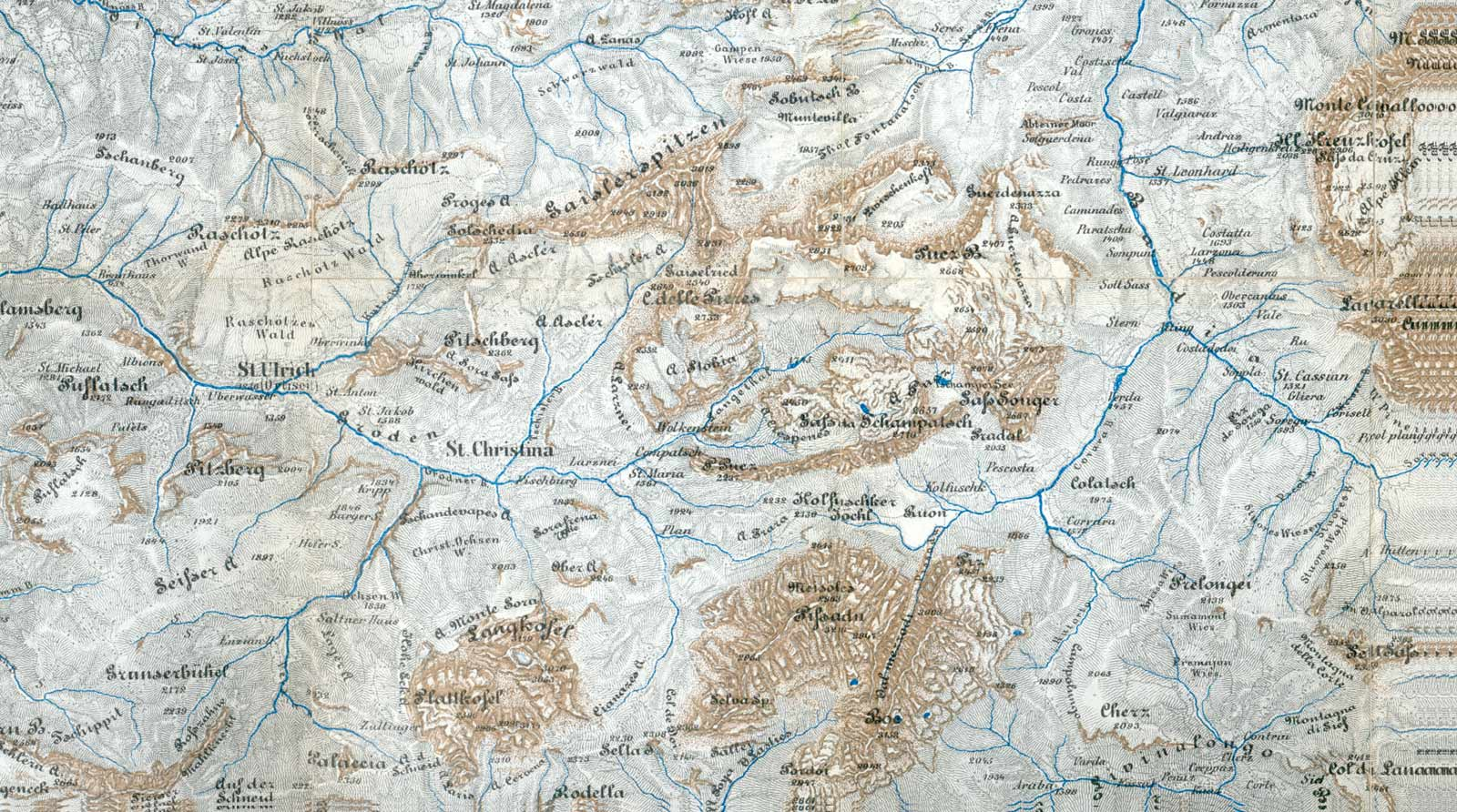
Grohmann térképe a Dolomitokról, 1875.
(Részlet: a Langkofel, a Sella és Gröden)

1875-ben Grohmann közzétette a Dolomitok általa készített részletes térképét (Karte der Dolomit-Alpen). 1877-ben kiadta „Túrák a Dolomitokban” (Wanderungen in den Dolomiten) c. útikönyvét, amelyben részletesen leírja az akkor ismert túra- és mászóutakat. Munkájával jelentősen hozzájárult a hegymászás és a hegyi túrázás fellendítéséhez ezen a hegyvidéken.

## Emlékezete
Még életében több emlékjelet állítottak tiszteletére. 1875-ben Grohmann-csúcs (Grohmannspitze) névre nevezték át a 3114 méter magas, akkor még meghódítatlan Sasso di Levante nevű hegycsúcsot, a Dolomitok Langkofel-csoportjában. Ez a csúcs – melyet 1880-ban a tiroli Michael „Michel” Innerkofler mászott meg elsőként – ma is az ő nevét viseli (olaszul: Punta Grohmann, ladin nyelven Sas da Duman). A Karni-Alpokban fekvő Keller-csúcsok (Kellerspitzen) 2718 méter magas nyugati ormát, melyet Grohmann elsőként mászott meg 1868-ban, szintén Grohmann-csúcsnak nevezik.
Grohmann 60. születésnapján, 1898-ban a grödeni St. Ulrich községben emlékművet avattak, a számos Dolomit-csúcs első meghódítójának tiszteletére. 1984-ben Bécs 22. kerületében, a Donaustadtban utcát neveztek el róla (Grohmannstraße).

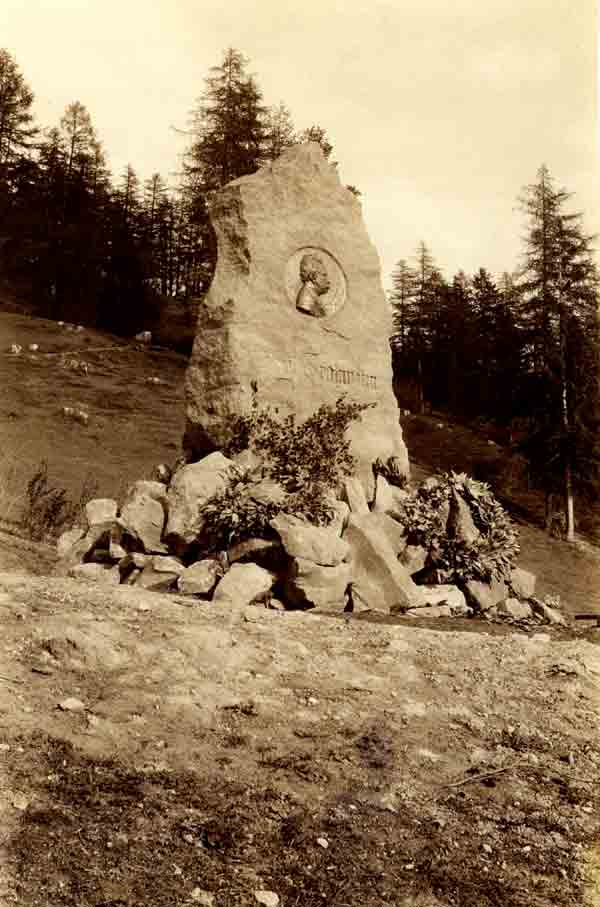
Grohmann-emlékmű, St. Ulrich, 1898.
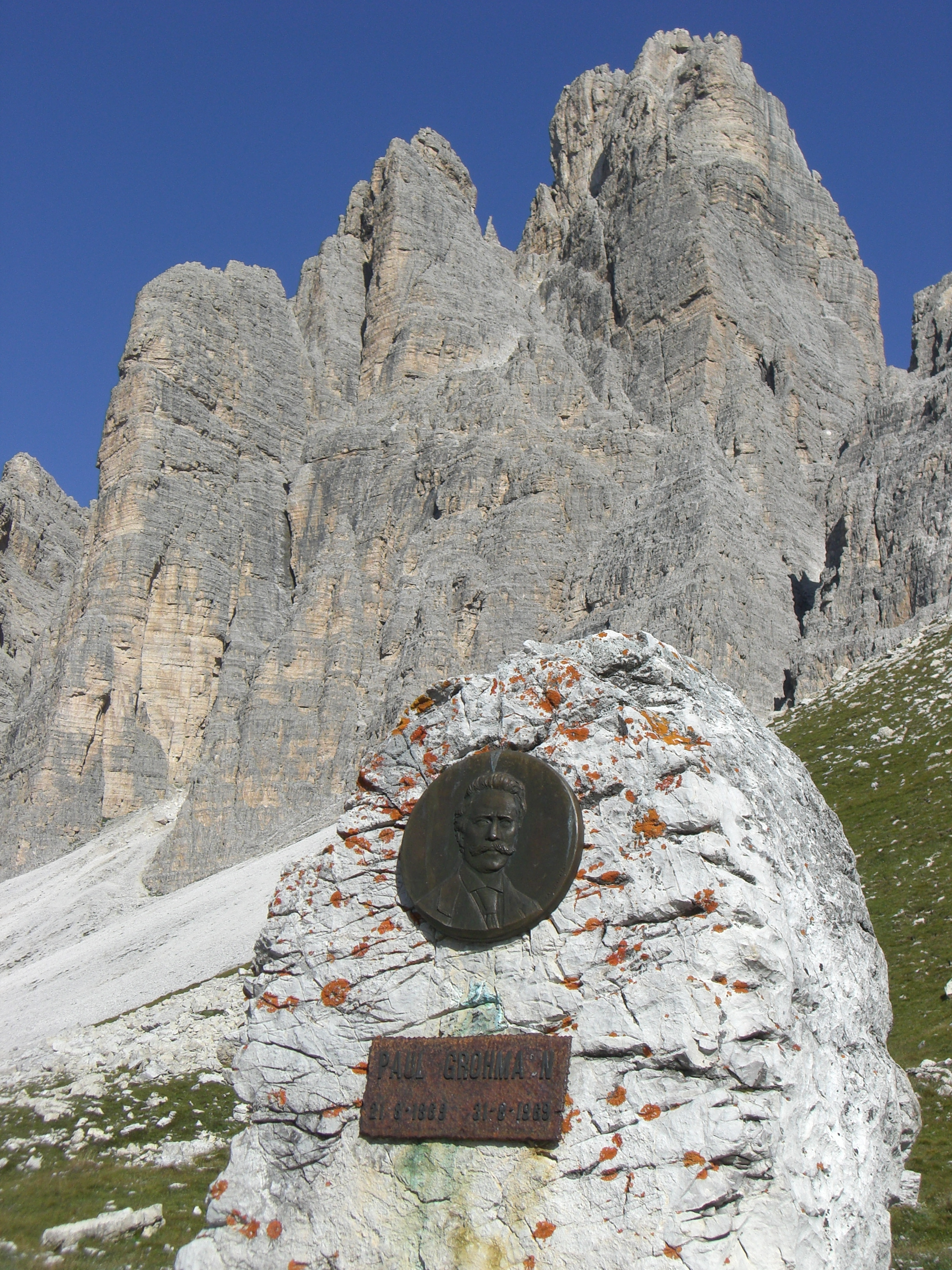
Grohmann-emlékmű a Drei Zinnen alatt
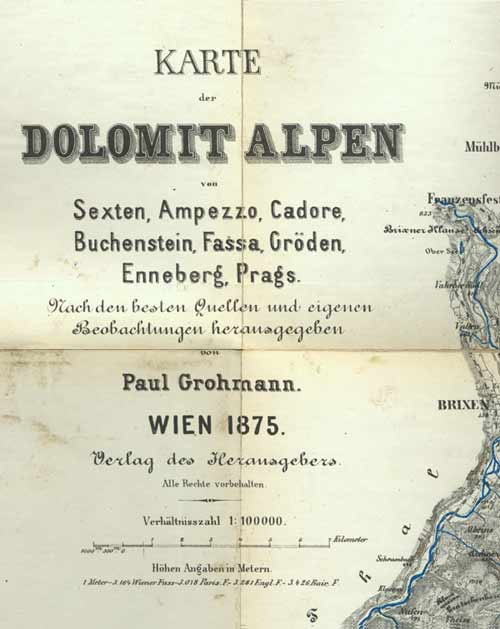
A Grohmann-térkép címlapja, 1875.

## Első csúcsmászásai
- 1859. augusztus 15. Hochalmspitze, 3360 m (Magas-Tauern)
- 1863. augusztus 29. Tofana di Mezzo, 3344 m (Tofanák)
- 1864. július 30. Boè-csúcs (Boèspitze/Piz Boè),[4] 3152 m (Sella-hegység)
- 1864. augusztus 29. Tofana di Rozes, 3225 m (Tofanák)
- 1864. szeptember 16. Punta Sorapiss, 3205 m (Sorapiss-hegycsoport)
- 1864. szeptember 28. Marmolada, 3343 m
- 1865. július 24. Hochfeiler / Gran Pilastro, 3509 m (Ziller-völgyi Alpok)
- 1865. augusztus 27. Tofana di Dentro/Tofana di Fuori, 3238 m (Tofanák)
- 1865. szeptember 14. Monte Cristallo, 3221 m (Cristallo-hegység)
- 1865. szeptember 30. Hohe Warte / Monte Coglians, 2780 m (Karni-Alpok)
- 1867. szeptember 10. Olperer, 3476 m (Ziller-völgyi Alpok)
- 1869. július 18. Dreischusterspitze / Cima di Tre Scarperi, 3145 m (Sexteni-Dolomitok)
- 1869. augusztus 13. Langkofel / Sassolungo, 3181 m (Grödeni-Dolomitok)
- 1869. augusztus 21. Große Zinne / Cima Grande, 2999 m (Drei Zinnen, Sexteni-Dolomitok)

## Művei
- Karte der Dolomit Alpen von Sexten, Ampezzo, Cadore, Buchenstein, Fassa, Gröden, Enneberg, Prags. Nach den besten Quellen und eigenen Beobachtungen herausgegeben, Eigenverlag, Wien, 1875. (saját kiadás)
- Wanderungen in den Dolomiten. Verlag von Carl Gerold’s Sohn, Wien, 1877. OCLC 248993156 (VIII, 327, 1 Druckfehlerkorrektur, 4 Tafeln); Faksimile: bei Antiquariat Fines Mundi, Saarbrücken 2008 und by theclassics.us, United States 2013, ISBN 978-1-230-74047-8.

## További információ
- Grohmannról szóló irodalom, a Német Nemzeti Könyvtár (Deutsche Nationalbibliothek) honlapján
- Grohmann útjairól szóló leírások, publikációk, térképek, Grohmann-emlékmű Archiválva 2016. március 2-i dátummal a Wayback Machine-ben (lusenberg.com)
- Grohmannról szóló anyagok a német, osztrák és dél-tiroli Alpesi Egyesületek történeti archívumában[halott link] (Historischer Alpenarchiv der Alpenvereine)